# Кола (река)
Кола (рус. Кола) река је која протиче преко територије Мурманске области, на крајњем северозападу Русије. Свој ток започиње као отока језера Колозеро, на подручју Оленегорског округа, у централном делу Мурманске области. Тече у смеру севера и након 83 km тока улива се у уски Кољски залив Баренцовог мора код истоименог града Коле на подручју Кољског рејона. Површина сливног подручја је око 3.850 km², док је просечан проток на 8 km узводно од ушћа 44 m³/s.
Према једној верзији име реке потиче од самске речи „кољук” у значењу „златна река”, док је по другој верзији садашње име русификована верзија финског назива „кулјоки” (река богата рибом). Назив „Кола-река” у званичним документима се први пут помиње у једном летопису из 1532. године.
Карактерише је углавном нивални (снежни) режим храњења, а највиши водостај је током маја и јуна када се топи снег у горњем делу њеног тока. У зони ушћа корито реке Коле се шири до максималних 120 метара, док дубине ретко где прелазе 2 метра. Најважније притоке су Тухта (36 km) и Медвежја (40 km).
На њеним обалама налази се град Кола и варошице Киљдинстрој и Молочни, те неколико села и железничких станица. Долином реке Коле иде граница између Кољског полуострва и континенталног дела Русије.